# Hohendubrau

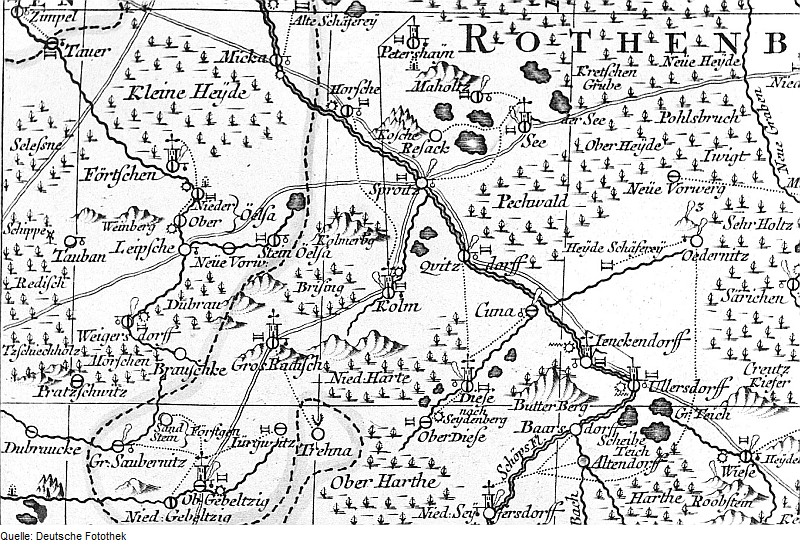
Hohendubrau-Dauban. Carte d'Oberlausitz, Schenk, 1759.

Hohendubrau (en sorabe: Wysoka Dubrawa) est une commune de Saxe (Allemagne), située dans l'arrondissement de Görlitz, dans le district de Dresde.